# Julio César Gómez
Julio César Gómez, né le 8 novembre 1940, est un ancien joueur uruguayen de basket-ball.